# LOGIA
LOGIA – trójetapowy konkurs informatyczny organizowany przez Ośrodek Edukacji Informatycznej i Zastosowań Komputerów (OEIiZK) w Warszawie dla uczniów klas 4-8 szkół podstawowych zainteresowanych programowaniem i uczęszczających do szkół z województwa mazowieckiego. Konkurs odbywa się raz w roku szkolnym. Konkurs jest objęty patronatem Mazowieckiego Kuratora Oświaty. Prowadzony jest przez wąskie grono nauczycielskie, z dużym zapleczem wiedzy.

## Formuła konkursu
Formuła konkursy opiera się na trzech etapach:
- I etap (szkolny) – polega na samodzielnym rozwiązaniu czterech zadań konkursowych w dowolnym miejscu przez okres około miesiąca.
- II etap (rejonowy) – polega na samodzielnym rozwiązaniu trzech zadań konkursowych w miejscu wskazanym przez OEIiZK (tym miejscem jest wybrana szkoła lub placówka OEIiZK) przez czas 2 godzin.
- III etap (wojewódzki) – polega na samodzielnym rozwiązaniu czterech zadań konkursowych w placówce OEIiZK przez czas 3 godzin.

## Historia konkursu
Lata 1994–1999 – Warszawski Konkurs Informatyczny
W roku szkolnym 1994/1995 doszło do powołania konkursu pod nazwą I Warszawski Konkurs Informatyczny. Pod tą nazwą przeznaczony był dla uczniów szkół podstawowych (według dawniejszych zasad szkolnictwa, które nie przewidywały gimnazjów) na terenie województw warszawskiego i skierniewickiego. Polegał na rozwiązaniu zadań w języku programowania Logo na szczeblu trzech etapów.
Rok szkolny 1999/2000 – Mazowiecki Konkurs Informatyczny 2000
W tymże roku szkolnym po reformie szkolnictwa i administracji konkurs został powołany przez Mazowieckiego Kuratora Oświaty. Doszło do zmiany nazwy na Mazowiecki Konkurs Informatyczny 2000. Od tego roku szkolnego konkurs został przeznaczony dla uczniów gimnazjów z województwa mazowieckiego. Formuła konkursu nie uległa zmianie
Lata 2000–2013 – LOGIA
Po powołaniu konkursu przez Mazowieckiego Kuratora Oświaty po raz pierwszy w 1999 r., rok później doszło do kolejnej zmiany nazwy. Od roku 2000 konkurs zaczął nazywać się LOGIA 01 Logo i algorytmy i analogicznie był nazywany LOGIA 02, LOGIA 03 etc. Formuła konkursu ponownie nie uległa zmianie.
Rok 2013
W roku 2013 doszło do znacznych zmian w regulaminie konkursu. Od edycji LOGIA 14 uczniowie mogą korzystać także z języka Python.

## Krytyka konkursu
W 2012 roku skrytykowano konkurs za utrudnianie dostępu użytkownikom innych systemów niż Windows (np. Linuksa czy popularnych dystrybucji Androida). W regulaminie dopuszczono tylko Logomocję, Logo Komeniusza, oraz MSW(Berkeley) Logo. Dwa pierwsze programy mają natywną wersję wyłącznie pod system Windows. Trzeci ma wersję pod Linuksa, ale jest to wersja bardzo uboga graficznie (zasadniczo „konsolowa”). Nie dopuszczono istniejącego wówczas graficznego, wolnego i otwartego oprogramowanie jak np. KTurtle. Krytyka jest spowodowana, również niecodziennym sposobem podejścia - u dzieci sprawdza się umiejętność radzenia sobie ze stresem, a nie faktyczną wiedzę.